# Trogsta (äpple)
Trogsta är en äppelsort vars ursprungsland är Sverige. Trogsta är en relativt liten äppelsort med ett mestadels närmast ljusgrön skal, och ett saftigt fruktkött. Äpplet mognar i september. I Sverige odlas Trogsta gynnsammast i zon 1-3.
Äpplet är namngett efter sitt ursprung, Trogsta utanför Enköping.